# Thierry Charbonnier
Thierry Charbonnier   (Clarmont d'Alvèrnia, 1962) és un antic pilot de motociclisme i automobilisme occità de renom internacional. Va començar a destacar en enduro i en va guanyar un Campionat d'Europa (en 350cc 4T el 1988) i diversos de França. També va obtenir la victòria individual en la categoria dels 350cc 4T als Sis Dies Internacionals d'Enduro de 1987 i va formar part de l'equip francès que va guanyar el Trofeu en aquesta prova el 1988. Més tard va obtenir diversos èxits en ral·lis raid, tant en motocicleta com en automòbil.

## Biografia
Thierry Charbonnier va debutar en competició a 16 anys. El 1978 va guanyar el campionat d'Alvèrnia de 50cc amb una Fantic i el 1979, el de França de la mateixa cilindrada en categoria "National", aquesta vegada amb una Cimatti. El 1981 va guanyar amb una Husqvarna el campionat estatal de superiors a 175cc i l'absolut ("Scratch") i els dos anys següents, dos campionats més en la cilindrada dels 500cc en la categoria màxima, "Inter". El 1984 va ser subcampió d'Europa d'enduro en quatre temps i va guanyar la Copa de França.
Charbonnier va destacar també en curses de resistència TT, com ara el Bol d'Herbe (que va guanyar el 1982) i les 24 Hores de Bretanya. A més, va competir esporàdicament en motocròs, trial i pujades de muntanya. Però fou en els raids on més va excel·lir. El 1982 va participar al Ral·li Dakar amb un Husqvarna 250 i va acabar-hi vuitè. Entre el 1985 i el 1989 va córrer per a l'equip Gauloises-Yamaha, on els dos darrers anys va tenir per company Stéphane Peterhansel. Durant aquella època va guanyar la Djerba 500 a Tunísia (el 1985 amb una Yamaha XT600 Ténéré oficial) i va córrer als principals raids africans, com ara el dels Faraons, el de l'Atles i el de Tunísia. El 1986 va ser quart al Ral·li Dakar i, més tard, va patir un greu accident al Ral·li del Atles, però un cop recuperat va tornar a les competicions. El 1993 fou segon al Ral·li Dakar amb una Yamaha YZE750T Super Ténéré, darrere del seu antic company d'equip Peterhansel i davant de Jordi Arcarons, tots tres amb la mateixa moto.
El 1994, Thierry Charbonnier es va retirar de les competicions motociclistes i va començar a practicar amb automòbils tot terreny. El 1998 va tornar a les competicions, ara en automòbil, i entre el 1999 i el 2001 va córrer amb un Mercedes ML 430 diversos raids, entre ells el Ral·li Dakar i els d'Egipte, Marroc i Tunísia. El 2003 va desenvolupar un prototip conjuntament amb el fabricant anglès Bowler Motors amb el qual va guanyar diverses curses. El 2008 va guanyar les 24 Hores TT de Portugal amb un Bowler Wildcat.

## Palmarès
- 1 Campionat d'Europa d'enduro 350cc 4T (1988)
- 1 Victòria al Trofeu dels ISDE (1988)
- 1 Victòria individual de classe en 350cc 4T als ISDE (1987)
- 5 Campionats de França d'enduro:
  - 1 de 50cc "National" (1979)
  - 1 de superiors a 175cc "National" (1981)
  - 1 de Scratch "National" (1981)
  - 2 de 500cc "Inter" (1982-1983)
- 1 Campionat d'Alvèrnia d'enduro 50cc (1978)
- 1 Victòria al Bol d'Herbe (1982)
- 1 Victòria a la Djerba 500 (1985)
- 1 Victòria a les 24 Hores TT de Portugal (2008)